# Xã Highland, Quận Sharp, Arkansas
Xã Highland (tiếng Anh: Highland Township) là một xã thuộc quận Sharp, tiểu bang Arkansas, Hoa Kỳ. Năm 2010, dân số của xã này là 1.097 người.